# Puchar Polski w piłce nożnej kobiet (2005/2006)
Puchar Polski kobiet w piłce nożnej w sezonie 2005/06

## I runda –5–6 listopada2005
Klub KS Strzybnica miał wolny los.
Podgórze Kraków – Zamłynie Radom 1:0
Sokół Kolbuszowa Dolna – Górnik Łęczna 1:4
Delfinek Łuków – Praga Warszawa 1:3- mecz rozgrywany był w Łazach.
UKS Piaseczno –  AZS PWSZ Biała Podlaska 0:5
TKKF Gryf Szczecin – Victoria Sianów 1:4
Ziemia Lubińska Szklary Górne – Unia Racibórz 0:6
Kolejarz Łódź –  KKS Zabrze 1:2
TS Mitech Żywiec – Gol Częstochowa 0:6
Sparta Lubliniec – MUKS Tomaszów Mazowiecki 0:1

## II runda –25 marca–22 kwietnia2005
KS Strzybnica – AZS Wrocław 0:3- walkower, mecz był początkowo przełożony.
Praga Warszawa – Gol Częstochowa 1:5
AZS PWSZ Biała Podlaska – Cisy Nałęczów 3:0- walkower, mecz był początkowo przełożony.
MUKS Tomaszów Mazowiecki – Czarni Sosnowiec 0:6
Victoria Sianów – TKKF Stilon Gorzów Wielkopolski 0:0, po dogrywce, karne: 2:4
Unia Racibórz – Atena Poznań 3:0- walkower
Podgórze Kraków – Górnik Łęczna 3:2
KKS Zabrze – Medyk Konin 1:9- mecz rozgrywany był na Stadionie Śląskim w Chorzowie.

## Ćwierćfinały –27 kwietnia–10 maja2006
AZS PWSZ Biała Podlaska – Czarni Sosnowiec 0:3- walkower
TKKF Stilon Gorzów Wielkopolski  –  Unia Racibórz 0:3- walkower
Gol Częstochowa  – AZS Wrocław 1:3 (1-1)- mecz rozgrywany był w Kościelcu
Podgórze Kraków  – Medyk Konin 0:1

## Półfinały –10 maja–14 czerwca2006
Unia Racibórz  – Medyk Konin 1:3
AZS Wrocław – Czarni Sosnowiec 3:0- walkower, klub Czarni Sosnowiec wycofał się z rozgrywek.

## Finał –18 czerwca2006Kutno
AZS Wrocław  – Medyk Konin 1:2 (1-2)